# محمد أغ كاوصن
محمد أغ كاوصن هو أحد قادة مقاومة الطوارق للاستعمار الفرنسي في النيجر منذ عام 1916 م، وشارك السنوسية أيضا في قتال إيطاليا، واستمر محمد أغ كاوصن مقاوما ومجاهدا حتى استشهد على يد محمد العياط في 1919 م.

## نشأته
ولد المجاهد الطارقي محمد أغ كاوصن في بلدة مرقو عام 1880 م وينتمي إلى قبيلة «إيكزكزن» إحدى القبائل الشريفة في سلطنة والليمدن وإليها تنتمي رئاستها، قاد حركة الجهاد ضد فرنسا في النيجر في الحرب العالمية الأولى، وأبلى بلاء عظيما، وقد عاش هذا القائد الطارقي أحداث الجهاد منذ اصطدام طوارق شمال النيجر ضد فرنسا 1901 م، وهاجر ضمن قبائل الطوارق نحو الشرق، حيث استقرو «بقورو».

## انضمام كاوصن للجهاد والطريقة السنوسية
انضم كاوصن للطريقة السنوسية، وكان ضمن المجاهدين في هجومهم على «وشنكال» في نوفمبر في عين «كلكا», وكان من ضمن المستولين على الموقع الفرنسي التابع لسرية الهجانة في كانم بقيادة الملازم «موتوت». وقد أعجب به أحمد الشريف وأسند إليه قيادة «عين إيدي», وانطلق مجاهدا، فأغار على بيسكري عام 1910 م، وضغطت عليه القوات الفرنسية، فلجأ إلى دارفور حيث «سلطنة علي دينار», ثم رجع إلى «أوتياكا», والتحق بالشيخ محمد السني في سبتمبر 1911 م، ثم سافر إلى لاي يروكو وواداي، ووضع نفسه تحت قيادة القائمقام العثماني في «عين كلكا» أكتوبر 1911 م.

## معركة أم العظام 1913 م
وفي 23 مايو 1913 م شارك كاوصن في معركة أم العظام ضد فرنسا، ولم يتمكن المجاهدون من النصر واستشهد القائد عبد الله الطوير الزوي أثناء المعركة، وبعدها انتقل كاوصن إلى فزان، وشارك في جهاد أهل الجنوب ضد إيطاليا.

## رجوع كاوصن لتحرير شمال النيجر من الاستعمار الفرنسي
رجع كاوصن على رأس مجموعة من المجاهدين لتحرير شمال النيجر وطرد الفرنسيين منه، وراسل كاوصن سلاطين طوارق والليمدن، وآيير، ومشائخ قبيلته يطلب منهم إعلان الجهاد المقدس ضد الكفار، ويعدهم بالنصر ويبلغهم أن الألمان سيلاقونهم في نيجيريا. يقول ساليفو ((ولكن كاوصن كان قد بدأ فعلا في مراسلة مختلف زعماء الطوارق في آيير وخاصة سلطان «أقدز» و «تاقامه» صديقه عن طريق مراسلات سرية منتظمة)). ويقول ساليفو أيضا: ((ومن ناحية أخرى قام تاقامه بالاتصال مع عدد من زعماء القبائل طالبا مساعدتهم في المعركة المرتقبة ضد الكفار، فلبت قبائل: إيكزكزن، إفدين، كل أغاروس، كل فروان، نداء تاقامه على الفور، كما ردت قبائل: المشكرة، تكريكريت، والليمدن في منطقة طاوه بالموافقة على نداء سلطان أقدز، فجاءت هذه القبائل واستقرت في المدينة مع العائلات والمواشي...)). وفي سرية تامة انطلقت كتائب المجاهدين التي يقودها محمد أغ كاوصن القائد الطارقي باتجاه أقدز في أواخر فصل الخريف من عام 1916 م، متجنبين حر الصحراء وحاجة المسافرين للماء، وفي مساء ليلة 12 – 13 ديسمبر كان المجاهدون يطوقون أقدز وقد قبضوا في تلك الليلة على مجموعة من المشبوهين ومن لهم علاقة بالفرنسيين، مثل: مترجم المركز الفرنسي، وتاجر تونسي يدعي بأنه يتعامل مع الفرنسيين في التجارة، كما تم القبض على شخص أمريكي تابع لجمعيات تنصيرية. وقسم المجاهدون قواتهم إلى مجموعتين:
1. المجموعة الأولى بقيادة محمد أغ كاوصن .
2. المجموعة الثانية بقيادة أغالي من قبيلة إيكزكزن.

وبدأ المجاهدون في قصف المركز الفرنسي صباح يوم الخميس 13 ديسمبر لإجباره على الاستسلام، وفي 18 ديسمبر سقطت أربعون قذيفة على المركز، وألحقت به أضرارا بالغة، وكان محمد أغ كاوصن يدير المعركة بمهارة فائقة، وقدرة رائعة، ويشرف على سير المعركة، واستطاع المجاهدون أن يستولوا على المدينة، وتحصلوا على غنائم ولم يبق إلا المركز المحاصر الذي تخندق الفرنسيون داخله حيث تموينهم، وسلاحهم، وذخائرهم، وبدأ المجاهدون يرسلون الدوريات إلى المناطق المجاورة، وإلى تقاطع الطرق المؤدية إلى أقدز، وفي يوم 26 ديسمبر 1916 م، اصطدمت قوة من المجاهدين، بمجموعة فرنسية بقيادة الملازم سودان قادمة من زندر وأبادتها وقتلت الملازم سودان.

## معركة «تين تبوراق» 28 ديسمبر 1916 م
علم المجاهدون بقدوم قوة للمستعمر الفرنسي تحمي قافلة الملح القادمة من بلما، فخصص كاوصن قسما من جماعته لحصار المركز، وانسحب بمن معه لملاقاة القافلة، ونصب لها كمينا في منطقة «تين تبوراق» يوم 27 ديسمبر 1916 م. يقول النقيب «سباتي» بتاريخ 28 ديسمبر عام 1916م: ((إن إطلاق النار قد سمع من بعيد في حوالي الساعة 17 من جهة الشرق، وبما أن الوقت متأخر فإنني لم أعين مجموعة للقيام بالاستطلاع في تلك الجهة، وكان ذلك خسارة للفرنسيين، لأنها كانت معركة «تين تبوارق» الشهيرة التي لا تنسى)). وقد استطاع المجاهدون تحقيق نصر ساحق ضد القوة الفرنسية في حصار معركة تين تبوراق: (ستين من رجال الهجانة التابعين للفصيل المتنقل قد لقوا حتفهم فلقي الملازم «ديفو» والطبيب العسكري «رينود» والعريف «مريل» والعريف «قازلان» نفس المصير). كما أسر المجاهدون ستة أسرى، وستة من سكان المنطقة المجندين مع الفرنسيين وأعدموهم. يقول كافيو: ((ولكن من الناحية المعنوية فإن الهيبة التي أحرزها كاوصن من هذه الضربة كانت واضحة، فانتشرت أخبار الانتصار بسرعة)). ويقول ساليفو: ((وفي 28 ديسمبر في أثناء الليل زمجرت الطبول المعلنة للاحتفالات في مدينة أقدز، وكان المجاهدون الطوارق يحتفلون بانتصارهم الساحق ضد الرجال البيض الكفار)).

## انحسار قوات الاستعمار الفرنسي
يقول ساليفو: ((وهكذا إذن لم يكن أي فصيل من الهجانة في كل أنحاء إقليم النيجر مستعدا للذهاب إلى أقدز، فما العمل؟ هل يطلب من فصائل السودان الفرنسي التدخل، وعلى الأخص من فصائل كيدال وتينبكتو التي كانت قريبة أكثر من غيرها؟ ولكن وبدون شك فإن القدر قد ساعد جماعة كاوصن ؛ لأنه في الواقع إذا كانت فصائل الهجانة مشغولة هنا في أي مكان من النيجر فإن هجانة كيدال قد انطلقوا لتوهم في مطاردة غزوة عبر الصحراء)). ويقول ساليفو نقلا عن المصادر الفرنسية: ((فلا فائدة أيضا من النظر إلى إقليم الجنوب الجزائري، فقد تم إخلاء حصن (بولينياك) وهوجم حصن (موتيلانسكي).

## موقف الأروبيين من انتصارات كاوصن
كان الموقف الأوروبي هو الذي استهدفته مسألة (كاوصن) وهددته في وسط أفريقيا، ألم يكن كاوصن لديه مشروع التوغل في بلاد الهوسا ؟ وحينئذ تضامن الفرنسيون والإنجليز الذين كانوا قبل سنوات يتنافسون على هذه الأراضي التي لا يفصل بينها إلا خط وهمي يمر من ساي – بارو – فحاولوا نسيان منازعتهم القديمة لمواجهة عدوهم المشترك. وهكذا توحدت جهود فرنسا وبريطانيا، وعملاء المنطقة على محاربة المجاهدين، وعلى رأسهم كاوصن .

## المواجهات بين كاوصن والأروبيين
اندلعت معارك ضارية بين القوات الأوروبية، وقوات المجاهدين وكانت الغلبة للقوة التي ملكها الأوروبيون، وقد أتعب كاوصن الفرنسيين فيها، وقد أبلى بلاء حسنا.

## استشهاد كاوصن
كانت وفاة كاوصن في ليبيا حيث تعرض لكمين من بعض القبائل التي كانت تكن له الكراهة والبغض نتيجة لسوء تفاهم بينهم، فعندما مر بحطية أم العظام في جنوب ليبيا بمنطقة فزان هاجمه مجموعة من الرجال، فأمر مجموعته بعدم إطلاق النار قائلا: ((هؤلاء لا بد مسلمون جهلونا، فالفرنسيون بعيدون من هنا وكذلك الطليان)). وتقدم ليوضح لهم فقبضوا عليه، وضربه رجل اسمه العياط بالسوط فقال كاوصن مخاطبا العياط: ((أنا كاوصن لا أضرب بالسوط اضربني بالرصاص)) فأخذوه حيث أمروه بحفر قبره بيده وقتلوه بعد أن صلى ركعتين في 5 يناير 1919 م. وهكذا انتهت حياة هذا المجاهد العظيم على يد أحمد العياط الذي قتل عام 1924 م على يد أحد المجاهدين بالحمادة الحمراء وهو يقاتل مع الطليان.